# Giovanni Grazzini
Giovanni Grazzini (Firenze, 6 gennaio 1925 – Roma, 18 agosto 2001) è stato un critico cinematografico italiano nonché presidente del Sindacato Nazionale Critici Cinematografici Italiani (SNCCI).

## Biografia
Dopo una laurea in lettere, conseguita all'Università degli Studi di Firenze, nel 1952 fu assunto come giornalista al quotidiano fiorentino La Nazione. L'ex direttore della testata, Alfio Russo, una volta nominato direttore del Corriere della Sera, nel 1961 lo volle con sé nel giornale di via Solferino in qualità di critico cinematografico. Da allora, Grazzini fu l'inviato del Corriere ai principali festival cinematografici. 
Nel 1982 venne nominato presidente del Centro sperimentale di cinematografia, contribuendo in maniera significativa al rilancio della scuola di cinema, chiusa da tempo, della rivista Bianco e Nero e della Cineteca Nazionale. Lasciò l'incarico nel 1988. Durante la sua lunga vita professionale collaborò alle riviste Nuova Antologia e Il Mondo; diresse inoltre alcune collane di teatro e di cinema degli editori Vallecchi e Longanesi. Nel 1990 lasciò il Corriere per diventare per un breve periodo critico del Messaggero e, nel 1992, del quotidiano L'Indipendente fondato in quell'anno. Le sue recensioni sono state raccolte in una serie di volumi curati dalla Laterza.

## Riconoscimenti
- Premio alla memoria di critico cinematografico conferitogli dal presidente della Repubblica Italiana, Carlo Azeglio Ciampi[2]
- Vincitore di due Premi Saint-Vincent.